# Georges Chamarat
Georges Chamarat est un acteur français, sociétaire honoraire de la Comédie-Française, né le 30 mars 1901 dans le 20e arrondissement de Paris et mort le 21 novembre 1982 à Limeil-Brévannes (Val-de-Marne).

## Biographie
Après le Conservatoire, il obtient un engagement au théâtre de l'Odéon. Il entre à la Comédie-Française en 1946, puis en devient le 415e sociétaire en 1950, enfin sociétaire honoraire en 1972, ce qui lui permet de continuer d'y jouer jusqu'en 1980 (participant ainsi au Tricentenaire de la « Maison de Molière »). Sa carrière théâtrale est particulièrement riche. Au cinéma, ses apparitions sont circonscrites à ces brillants « seconds rôles » sans lesquels le cinéma français serait infiniment moins varié.
À la Comédie-Française, parmi les pièces classiques, il a joué notamment L'Avare de Molière, dans le rôle d'Harpagon, ou encore L'École des femmes et Les Femmes savantes. Il a également joué des pièces plus récentes, comme celles de Labiche, de Feydeau, de Pirandello ou de Tchekhov.
Il a fait quatre apparitions dans l'émission télévisée Au théâtre ce soir et dans de très nombreux autres téléfilms ou séries. Une de ses compositions cinématographiques les plus savoureuses fut celle du père Clancul, dans La Métamorphose des cloportes.

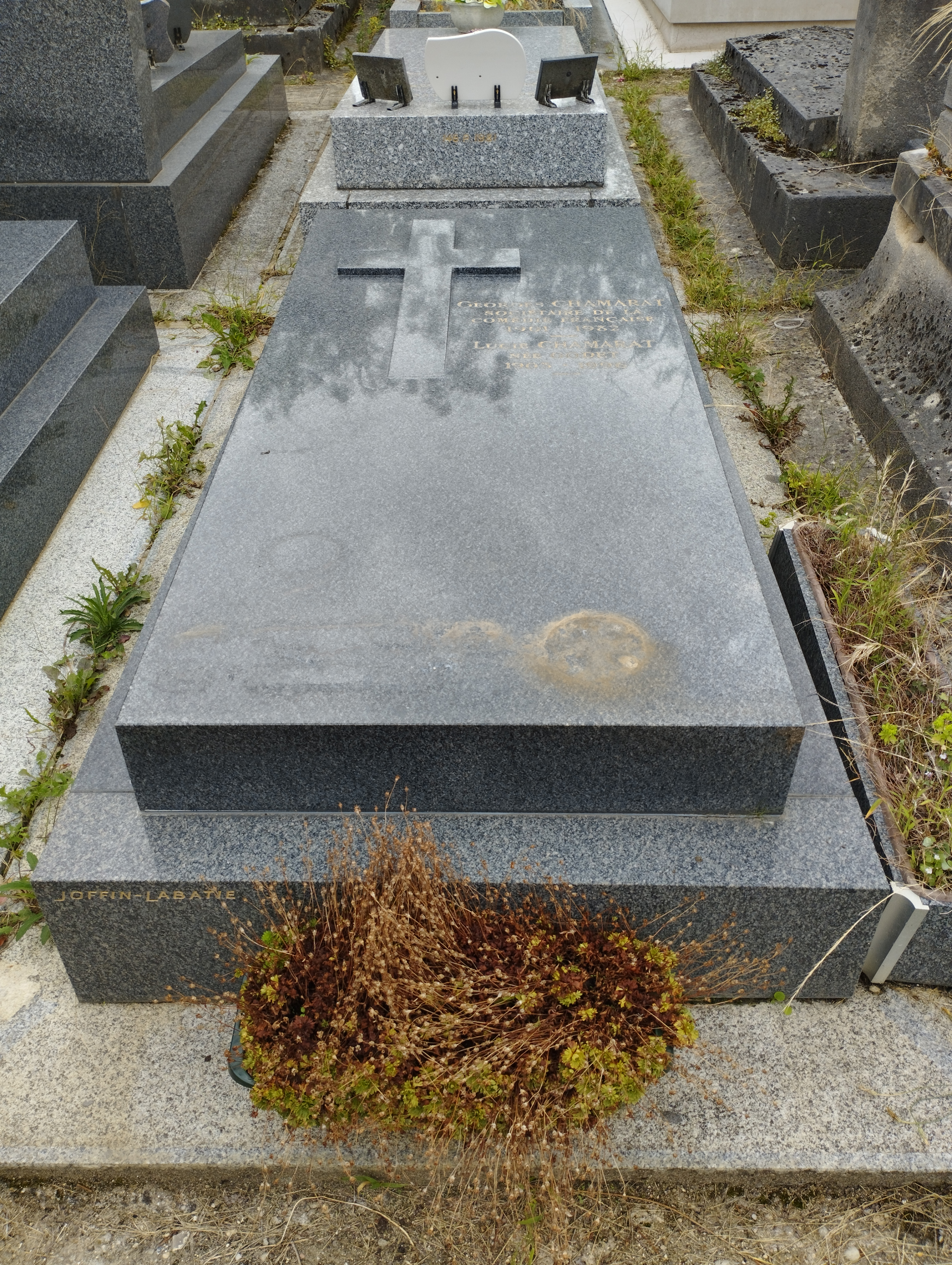
Tombe de Georges Chamarat au cimetière du Montparnasse (division 2).

Il est inhumé au cimetière du Montparnasse (division 2).

## Filmographie

### Cinéma
- 1929 : Bateaux Parisiens de Michel Gorel et Aniel Abric - court métrage -
- 1939 : La Belle Revanche de Paul Mesnier
- 1940 : Le Président Haudecœur de Jean Dréville : le cousin Alexis
- 1941 : L'Assassinat du Père Noël de Christian-Jaque : Valcourt, le garde-champêtre
- 1941 : Péchés de jeunesse de Maurice Tourneur : Fernand Noblet
- 1942 : Annette et la Dame blonde de Jean Dréville : monsieur Barnavon
- 1943 : Amour tardif (Späte Liebe) de Gustav Ucicky : Arzt
- 1943 : La Main du diable de Maurice Tourneur : Duval
- 1943 : Vingt-cinq ans de bonheur de René Jayet: Bijou
- 1943 : Au Bonheur des Dames d'André Cayatte : Jouve
- 1943 : Mon amour est près de toi de Richard Pottier : le docteur de la clinique
- 1943 : La Ferme aux loups de Richard Pottier : Perruche
- 1943 : Adrien de Fernandel : monsieur Robert
- 1943 : Pierre et Jean d'André Cayatte : Carbonnel
- 1945 : Les Caves du Majestic de Richard Pottier : le concierge de l'hôtel
- 1946 : Leçon de conduite de Gilles Grangier : le commandant
- 1946 : Son dernier rôle de Jean Gourguet : le suicidé
- 1947 : La Septième Porte d'André Zwobada
- 1948 : D'homme à hommes de Christian-Jaque : l'administrateur
- 1949 : Les Dieux du dimanche de René Lucot : Étienne Lambert
- 1949 : Les Orphelins de Saint-Vaast de Jean Gourguet
- 1949 : Séraphins et truands de René Sti - court métrage -
- 1950 : Au revoir monsieur Grock de Pierre Billon : le père Wattach
- 1950 : Meurtres ? de Richard Pottier : le juge Pierregot
- 1951 : Barbe-Bleue de Christian-Jaque : le chapelain
- 1951 : Les Mains sales de Fernand Rivers : Banine
- 1951 : Deux sous de violettes de Jean Anouilh : M. Dubreck (de la Comédie-Française)
- 1951 : Une histoire d'amour de Guy Lefranc : Auguste Bompart
- 1952 : Massacre en dentelles d'André Hunebelle : Alexandro Cassidi
- 1952 : Coiffeur pour dames de Jean Boyer : le docteur
- 1952 : Trois femmes d'André Michel
- 1952 : Adorables Créatures de Christian-Jaque : Edmond, le père de Catherine
- 1952 : La Jeune Folle de Yves Allégret : le chef de gare
- 1952 : Il est minuit, docteur Schweitzer de André Haguet : le professeur
- 1953 : Le Boulanger de Valorgue de Henri Verneuil : M. Aussel
- 1953 : Les Trois Mousquetaires d'André Hunebelle: Bonacieux
- 1953 : Julietta de Marc Allégret : Arthur, l'intendant
- 1954 : Les Fruits sauvages de Hervé Bromberger : Manzana
- 1954 : Si Versailles m'était conté... de Sacha Guitry : La Fontaine
- 1954 : Quai des blondes de Paul Cadéac : maître Chanu
- 1954 : Mam'zelle Nitouche d'Yves Allégret : l'adjudant
- 1954 : Les Amoureux de Marianne (Amoureux de Marianne) de Jean Stelli : le commandant Duparc
- 1954 : Le Mouton à cinq pattes de Henri Verneuil : M. Durand-Perrin, le père
- 1954 : Cadet Rousselle d'André Hunebelle (non crédité)
- 1955 : Les Amants du Tage de Henri Verneuil : l'avocat
- 1955 : Les Diaboliques de Henri-Georges Clouzot : le Dr Loisy
- 1955 : Série noire de Pierre Foucaud : Me Fressencourt
- 1955 : Le Village magique de Jean-Paul Le Chanois
- 1955 : Le Printemps, l'Automne et l'Amour de Gilles Grangier : Bourriol
- 1955 : Chantage de Guy Lefranc : Brisse
- 1955 : La Madelon de Jean Boyer : Auguste Thuilier, le père de « la Madelon »
- 1955 : Impasse des vertus de Pierre Méré : M. Seguin
- 1956 : La Meilleure Part d'Yves Allégret : Lemoigne, le chef d'équipe
- 1956 : Le Couturier de ces dames de Jean Boyer : maître Plaisant
- 1956 : Le Salaire du péché de Denys de La Patellière : le médecin
- 1956 : C'est arrivé à Aden de Michel Boisrond : le capitaine du navire
- 1956 : Mannequins de Paris d'André Hunebelle : Boris Rabinowsky
- 1956 : En effeuillant la marguerite de Marc Allégret : le facteur
- 1956 : Paris, Palace Hôtel d'Henri Verneuil : Alexandre, le coiffeur
- 1956 : Les Aventures de Till l'Espiègle de Gérard Philipe et Joris Ivens : Simon Praet
- 1956 : Un matin comme les autres de Yannick Bellon
- 1957 : Élisa de Roger Richebé : le docteur de la maison de correction
- 1957 : Les Aventures d'Arsène Lupin de Jacques Becker : inspecteur Dufour
- 1957 : Sénéchal le magnifique de Jean Boyer : le colonel Trochu
- 1957 : La Roue d'André Haguet et Maurice Delbez
- 1957 : Donnez-moi ma chance de Léonide Moguy : M. Noblet
- 1957 : Le Chômeur de Clochemerle de Jean Boyer : le curé
- 1958 : Thérèse Étienne de Denys de La Patellière : le président de la Cour
- 1958 : Premier mai de Luis Saslavsky : Henri Bousquet
- 1958 : La Moucharde de Guy Lefranc : le bijoutier
- 1958 : Le Miroir à deux faces d'André Cayatte : Georges Vauzange
- 1958 : Le Bourgeois gentilhomme de Jean Meyer : le philosophe
- 1958 : Suivez-moi jeune homme de Guy Lefranc : le commissaire
- 1958 : Un jour comme les autres de Paul Bordry
- 1959 : Filles de nuit de Maurice Cloche : Le Prieur
- 1959 : Le Petit Prof de Carlo Rim : l'adjudant Valentin
- 1959 : Le Grand Chef de Henri Verneuil : Jules, le majordome
- 1959 : Vincennes, cité royale de Jacques de Casembroot - court métrage, documentaire, commentaire uniquement -
- 1959 : Le Mariage de Figaro de Jean Meyer : Antonio
- 1960 : Les Frangines de Jean Gourguet : M. Poomelle
- 1960 : Au cœur de la ville de Pierre Gautherin : Louis
- 1960 : La Française et l'Amour de Christian-Jaque : l'ami de Michel (dans le sketch Le Divorce)
- 1960 : Le Passage du Rhin d'André Cayatte : le boulanger / Baker
- 1961 : Le Voleur de Bagdad (Il Ladro di Bagdad) d'Arthur Lubin : le magicien
- 1962 : La Traversée de la Loire de Jean Gourguet
- 1962 : L'assassin est dans l'annuaire de Léo Joannon : Leclerc
- 1962 : Maléfices de Henri Decoin : Malet
- 1962 : Hardi ! Pardaillan de Bernard Borderie
- 1962 : Les Mystères de Paris d'André Hunebelle : Jérôme
- 1964 : Du grabuge chez les veuves de Jacques Poitrenaud : Manet, le préparateur en pharmacie
- 1965 : Le Jour d'après (Up from the Beach) de Robert Parrish : Mayor
- 1965 : La Métamorphose des cloportes de Pierre Granier-Deferre : Clancul
- 1966 : Martin soldat de Michel Deville : Renard
- 1967 : Toutes folles de lui de Norbert Carbonnaux : maître Lotard
- 1968 : Typhon sur Hambourg (Con la muerte a la espalda) de Alfonso Balcázar.
- 1973 : Na ! de Jacques Martin : Massaugier
- 1976 : La Grande Récré de Claude Pierson : le clochard
- 1976 : L'Aile ou la Cuisse de Claude Zidi : le doyen des académiciens
- 1978 : La Raison d'État de André Cayatte : le jardinier de Marrot
- 1980 : Les Phallocrates de Claude Pierson : le témoin
- 1980 : Ras le cœur de Daniel Colas : le vieux retraité

### Télévision
- 1958 : Il ne faut jurer de rien de Alfred de Musset, mise en scène Jean Piat.
- 1959 : Le Malade imaginaire (téléfilm) : M. Diafoirus
- 1962 : Quand on est deux (série télévisée) : Papoum
- 1962 : Le Théâtre de la jeunesse : Gavroche d'après Les Misérables de Victor Hugo, réalisation Alain Boudet : Monsieur Gillenormand
- 1963 : Le Théâtre de la jeunesse : Jean Valjean d'après Les Misérables de Victor Hugo, réalisation Alain Boudet : Monsieur Gillenormand (voix seule)
- 1967 : série Le Tribunal de l'impossible - Épisode La Bête du Gévaudan d'Yves-André Hubert : Denneval
- 1967 : Au théâtre ce soir : Les J 3 de Roger Ferdinand, mise en scène Robert Manuel, réalisation Pierre Sabbagh, théâtre Marigny
- 1968 : Au théâtre ce soir : Le Dindon de Georges Feydeau, mise en scène Jean Meyer, réalisation Pierre Sabbagh, théâtre Marigny (spectacle de la Comédie-Française)
- 1968 : Provinces (émission "La coupe"), série télévisée
- 1969 : Au théâtre ce soir : Service de nuit de Muriel Box et Sydney Box, mise en scène Jacques Mauclair, réalisation Pierre Sabbagh, théâtre Marigny
- 1971 : Le Soldat et la sorcière (téléfilm) : Cabaret
- 1972 : Au théâtre ce soir : Le Gendre de Monsieur Poirier de Jules Sandeau et Émile Augier, mise en scène Robert Manuel, réalisation Pierre Sabbagh, théâtre Marigny
- 1972 : La Station Champbaudet d'Eugène Labiche et Marc-Michel, réalisation Georges Folgoas (Comédie-Française) : Durozoir
- 1973 : Graine d'ortie (série télévisée) : Père Florentin
- 1975 : Messieurs les jurés (série télévisée) : Émile Sorède
- 1975 : La Fleur des pois (Téléfilm) : le général
- 1980 : L'Enterrement de Monsieur Bouvet : le clochard
- 1980 : Les Trois Sœurs (Téléfilm) : Ferapont
- 1980 : Médecins de nuit de Jean-Pierre Prévost, épisode : La Pension Michel (série télévisée) : oncle Louis

## Théâtre

### Comédien
- 1929 : Le Beau Métier d'Henri Clerc, théâtre de l'Odéon
- 1931 : La Farce des bossus de Pierre Jalabert, théâtre de l'Odéon
- 1932 : L'Affaire des poisons de Victorien Sardou, théâtre de l'Odéon
- 1933 : Napoléon de Saint-Georges de Bouhélier, théâtre de l'Odéon
- 1934 : Jeanne d'Arc de Saint-Georges de Bouhélier, théâtre de l'Odéon
- 1938 : Le Président Haudecœur, de Roger Ferdinand, théâtre de l'Odéon
- 1946 : Le Mariage de Figaro de Beaumarchais, mise en scène Jean Meyer, Comédie-Française
- 1947 : Le Voyage de monsieur Perrichon d'Eugène Labiche et Édouard Martin, mise en scène Jean Meyer, Comédie-Française
- 1947 : Quitte pour la peur d'Alfred de Vigny, Comédie-Française
- 1948 : Sapho d'Alphonse Daudet et Auguste Belot, mise en scène Gaston Baty, Comédie-Française
- 1949 : Jeanne la Folle de François Aman-Jean, mise en scène Jean Meyer, Comédie-Française au théâtre de l'Odéon
- 1949 : L'Inconnue d'Arras d'Armand Salacrou, mise en scène Gaston Baty, Comédie-Française
- 1949 : Le Roi de Robert de Flers et Gaston Arman de Caillavet, mise en scène Jacques Charon, Comédie-Française
- 1949 : L'Homme de cendres d'André Obey, mise en scène Pierre Dux, Comédie-Française au théâtre de l'Odéon
- 1950 : La Belle Aventure de Gaston Arman de Caillavet, Robert de Flers et Étienne Rey, mise en scène Jean Debucourt, Comédie-Française
- 1950 : Le Carrosse du Saint-Sacrement de Prosper Mérimée, mise en scène Jacques Copeau, Comédie-Française Aldwych Theatre Londres
- 1950 : Les Caves du Vatican d'André Gide, mise en scène Jean Meyer, Comédie-Française
- 1950 : Le Président Haudecœur de Roger-Ferdinand, mise en scène Louis Seigner, Comédie-Française au théâtre de l'Odéon.
- 1951 : L'Arlésienne d'Alphonse Daudet, mise en scène Julien Bertheau, Comédie-Française au théâtre de l'Odéon
- 1951 : Madame Sans Gêne de Victorien Sardou, mise en scène Georges Chamarat, Comédie-Française
- 1951 : Le Veau gras de Bernard Zimmer, mise en scène Julien Bertheau, Comédie-Française
- 1951 : Le Bourgeois gentilhomme de Molière, mise en scène Jean Meyer, Comédie-Française
- 1952 : La Coupe enchantée de Jean de La Fontaine et Champmeslé, mise en scène Jacques Clancy, Comédie-Française
- 1957 : La Critique de l'École des femmes de Molière, mise en scène Jean Meyer, Comédie-Française
- 1958 : Un ami de jeunesse d'Edmond Sée, Comédie-Française
- 1958 : L'Impromptu de Barentin de André Maurois, Festival de Barentin
- 1958 : Le Malade imaginaire de Molière, mise en scène Robert Manuel, Comédie-Française
- 1962 : L'Avare de Molière, mise en scène Jacques Mauclair, Comédie-Française
- 1963 : La Foire aux sentiments de Roger Ferdinand, mise en scène Raymond Gérôme, Comédie-Française
- 1966 : Le Voyage de monsieur Perrichon d'Eugène Labiche et Édouard Martin, mise en scène Jacques Charon, Comédie-Française
- 1967 : L'Émigré de Brisbane de Georges Schéhadé, mise en scène Jacques Mauclair, Comédie-Française
- 1970 : Le Songe d'August Strindberg, mise en scène Raymond Rouleau, Comédie-Française
- 1971 : L'Impromptu de Versailles de Molière, mise en scène Pierre Dux, Comédie-Française
- 1971 : Becket ou l'Honneur de Dieu de Jean Anouilh, mise en scène de l'auteur et Roland Piétri, Comédie-Française
- 1971 : Pollufission 2000 d'Éric Westphal, mise en scène André Reybaz, Comédie-Française au Petit Odéon
- 1973 : L'Impromptu de Versailles de Molière, mise en scène Pierre Dux, Comédie-Française
- 1973 : C'est la guerre Monsieur Gruber de Jacques Sternberg, mise en scène Jean-Pierre Miquel, Comédie-Française au théâtre de l'Odéon
- 1973 : Henri IV de Luigi Pirandello, mise en scène Raymond Rouleau, Comédie-Française au théâtre de l'Odéon
- 1974 : Henri IV de Luigi Pirandello, mise en scène Raymond Rouleau, Comédie-Française
- 1974 : La Nostalgie, Camarade de François Billetdoux, mise en scène Jean-Paul Roussillon, Comédie-Française au théâtre de l'Odéon
- 1975 : L'Île de la raison de Marivaux, mise en scène Jean-Louis Thamin, Comédie-Française au théâtre Marigny
- 1975 : L'Idiot de Fiodor Dostoïevski, mise en scène Michel Vitold, Comédie-Française au théâtre Marigny
- 1976 : La Nuit des rois de William Shakespeare, mise en scène Terry Hands, Comédie-Française au théâtre de l'Odéon
- 1977 : Le Mariage de Figaro de Beaumarchais, mise en scène Jacques Rosner, Comédie-Française
- 1979 : Les Trois Sœurs d'Anton Tchekhov, mise en scène Jean-Paul Roussillon, Comédie-Française au théâtre de l'Odéon

Enregistrement disponible sur France Culture de la pièce Vautrin de Edmond Guiraud enregistrée en 1961 Vautrin dans laquelle il interprète le rôle du Baron de Nucingen.

### Metteur en scène
- 1951 : Madame Sans Gêne de Victorien Sardou, Comédie-Française
- 1954 : George Dandin ou le Mari confondu de Molière, Comédie-Française
- 1959 : Le soleil est-il méchant ? de Jean Le Marois, théâtre Hébertot
- 1960 : Théodore cherche des allumettes et Boubouroche de Georges Courteline, théâtre des Célestins
- 1960 : L’Impromptu limousin de Jean-Pierre Giraudoux, Festival de Bellac
- 1966 : Les Plaideurs de Racine, Comédie-Française

## Doublage
- Akim Tamiroff dans :
  - Les Tuniques écarlates (1940) : Dan Duroc
  - Pour qui sonne le glas (1943) : Pablo
- Claude Rains daans : 
  - Les Enchaînés (1946) : Alexander Sebastian
  - La Tour blanche (1950) : Paul Delambre
- 1940[3] : Le Mystère du château maudit : Parada (Paul Lukas)
- 1946 : Le Grand Sommeil : Sternwood (Charles Waldron)
- 1947 : Huit Heures de sursis : Tober (Elwyn Brook-Jones)
- 1950 : La Femme aux chimères : le pasteur noir (Bill Walker)
- 1953 : L'Ennemi public nº 1 : M. Click (Guglielmo Barnabò)
- 1954 : Bronco Apache : Santos (Paul Guilfoyle)
- 1954 : La Patrouille infernale : J-P. Bouchard (Eduard Franz)
- 1954 : Sitting Bull : Sitting Bull (J. Carrol Naish)
- 1955 : La Peur au ventre : Pa Goodhue (Ralph Moody)
- 1956 : Le Roi et Quatre Reines : Barman (Jay C. Flippen)
- 1965 : Fantomas se déchaîne : le professeur Lefebvre (Jean Marais)
- 1973 : Serpico : le préfet Delaney (Charles White)